# Just Dance (série)
Just Dance é uma série de jogos rítmicos desenvolvida e publicada pela Ubisoft. O primeiro jogo chamado Just Dance foi lançado no Wii em 2009 na América do Norte, Europa e Austrália. 

## Jogabilidade

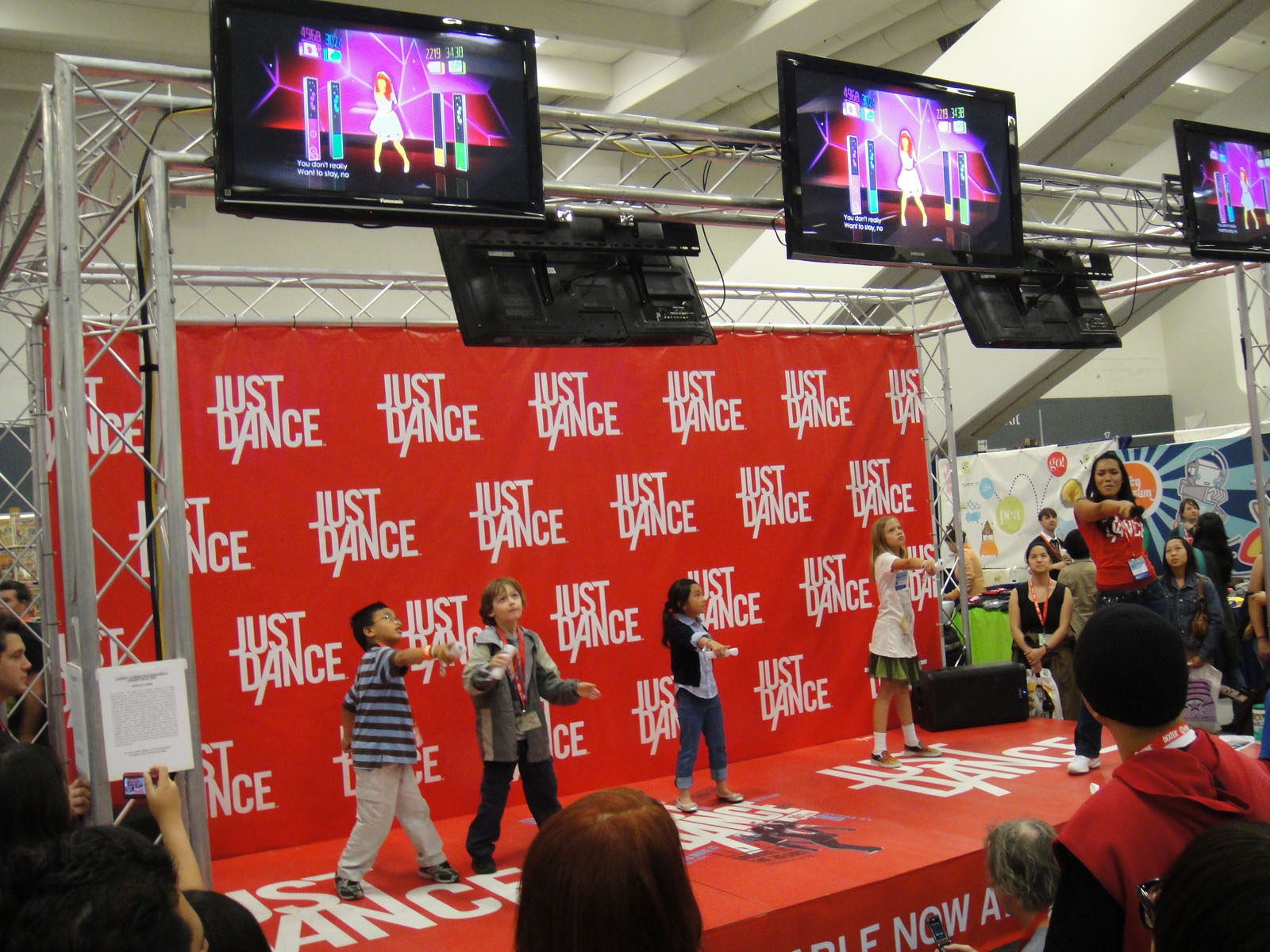
Just Dance no WonderCon 2010

Just Dance é um jogo eletrônico de dança baseado em movimento para vários jogadores, com cada jogo incluindo uma coleção de canções clássicas e modernas, cada uma com suas próprias coreografias de dança. Durante cada música, os jogadores espelham uma dança executada por dançarinos na tela, seguindo movimentos que aparecem como imagens no canto inferior direito da tela e são premiados por sua precisão. Além disso, existem movimentos de ouro nos quais os jogadores devem fazer uma pose ou completar o movimento mais difícil da dança para ganhar pontos de bônus. Os jogadores recebem classificações com base em quão bem eles fazem.  Dependendo do jogo e do sistema em que é jogado, o jogo pode ser jogado com controladores de movimento ou dispositivos de câmera (como o Wii Remote e Kinect) ou usando um aplicativo baixado em um dispositivo inteligente. O jogo pode ser jogado por até seis jogadores ao mesmo tempo em consoles de oitava e nona geração, bem como na versão PC de Just Dance 2017 e na versão Stadia de Just Dance 2020, Just Dance 2021 e Just Dance 2022, com suporte para um gamepad e um teclado usado para navegar nos menus. Isso exclui as rotinas do Dance Crew para usuários do Kinect para a versão Xbox One, bem como usuários do Wii Remote para a versão Wii U e usuários PlayStation Move para o PlayStation 3 e PlayStation 4 versões, que são limitadas a quatro jogadores. Os consoles de sétima geração e as versões Wii U de Just Dance 4 a Just Dance 2015 e a versão Wii U de Just Dance 2019 também estão limitadas a quatro jogadores.

## Jogos
| 2009 | Just Dance                                     |
| 2010 | Just Dance 2                                   |
| 2010 | Just Dance Kids                                |
| 2011 | Just Dance Summer Party                        |
| 2011 | Just Dance 3                                   |
| 2011 | Just Dance Wii                                 |
| 2011 | Just Dance Kids 2                              |
| 2012 | Just Dance: Best Of                            |
| 2012 | Just Dance Wii 2                               |
| 2012 | Just Dance 4                                   |
| 2012 | Just Dance: Disney Party                       |
| 2013 | Just Dance 2014                                |
| 2013 | Just Dance Kids 2014                           |
| 2014 | Just Dance Wii U                               |
| 2014 | Just Dance 2015                                |
| 2015 | Just Dance 2016                                |
| 2015 | Just Dance: Disney Party 2                     |
| 2015 | Yo-kai Watch Dance: Just Dance Special Version |
| 2016 | Just Dance 2017                                |
| 2017 | Just Dance 2018                                |
| 2018 | Just Dance 2019                                |
| 2019 | Just Dance 2020                                |
| 2020 | Just Dance 2021                                |
| 2021 | Just Dance 2022                                |
| 2022 | Just Dance 2023 Edition                        |
| 2023 | Just Dance 2024 Edition                        |
| 2024 | Just Dance 2025 Edition                        |
| 2024 | Just Dance VR                                  |

### Série Principal

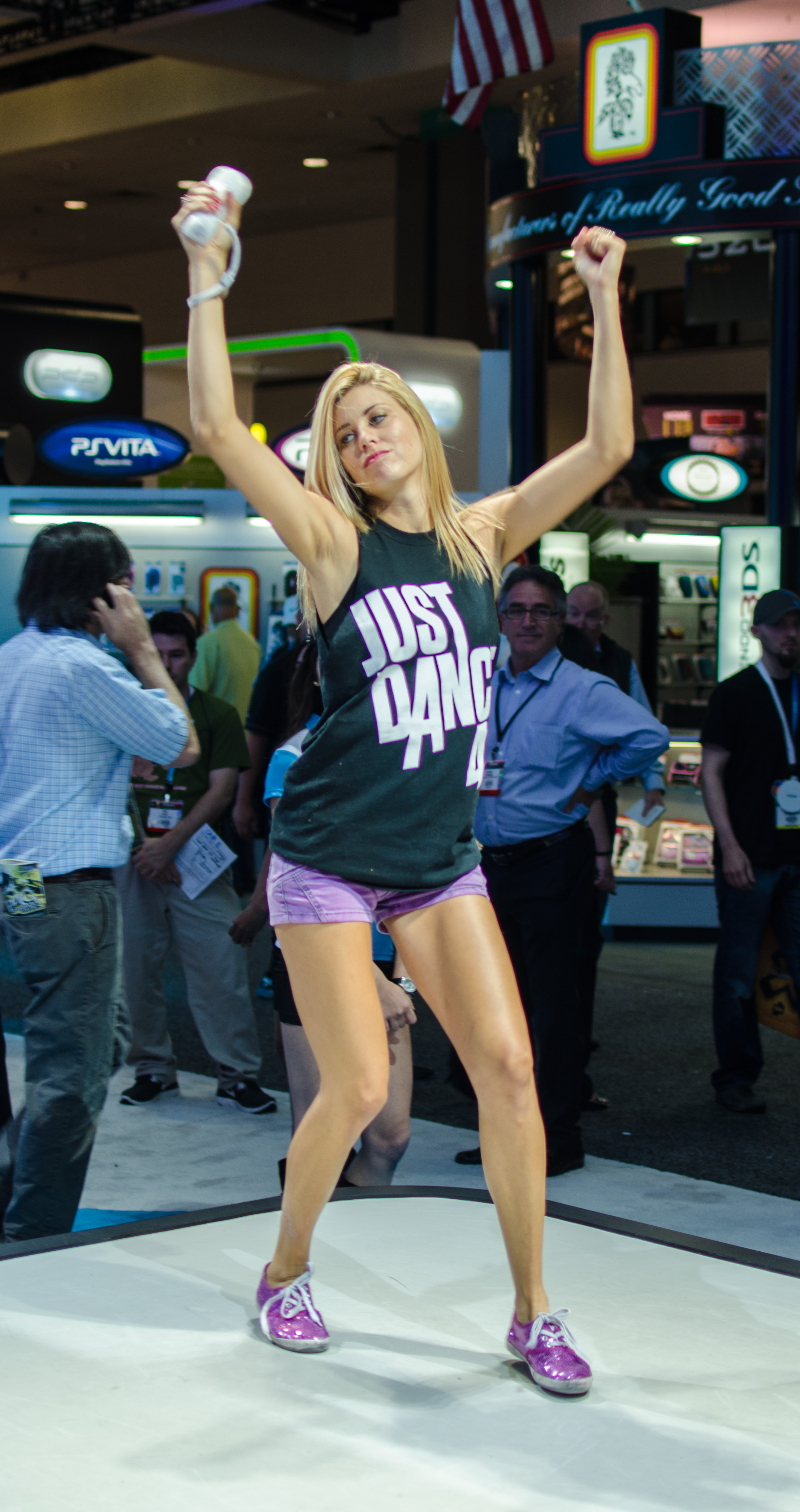
Promoção de Just Dance 4 na E3 2012

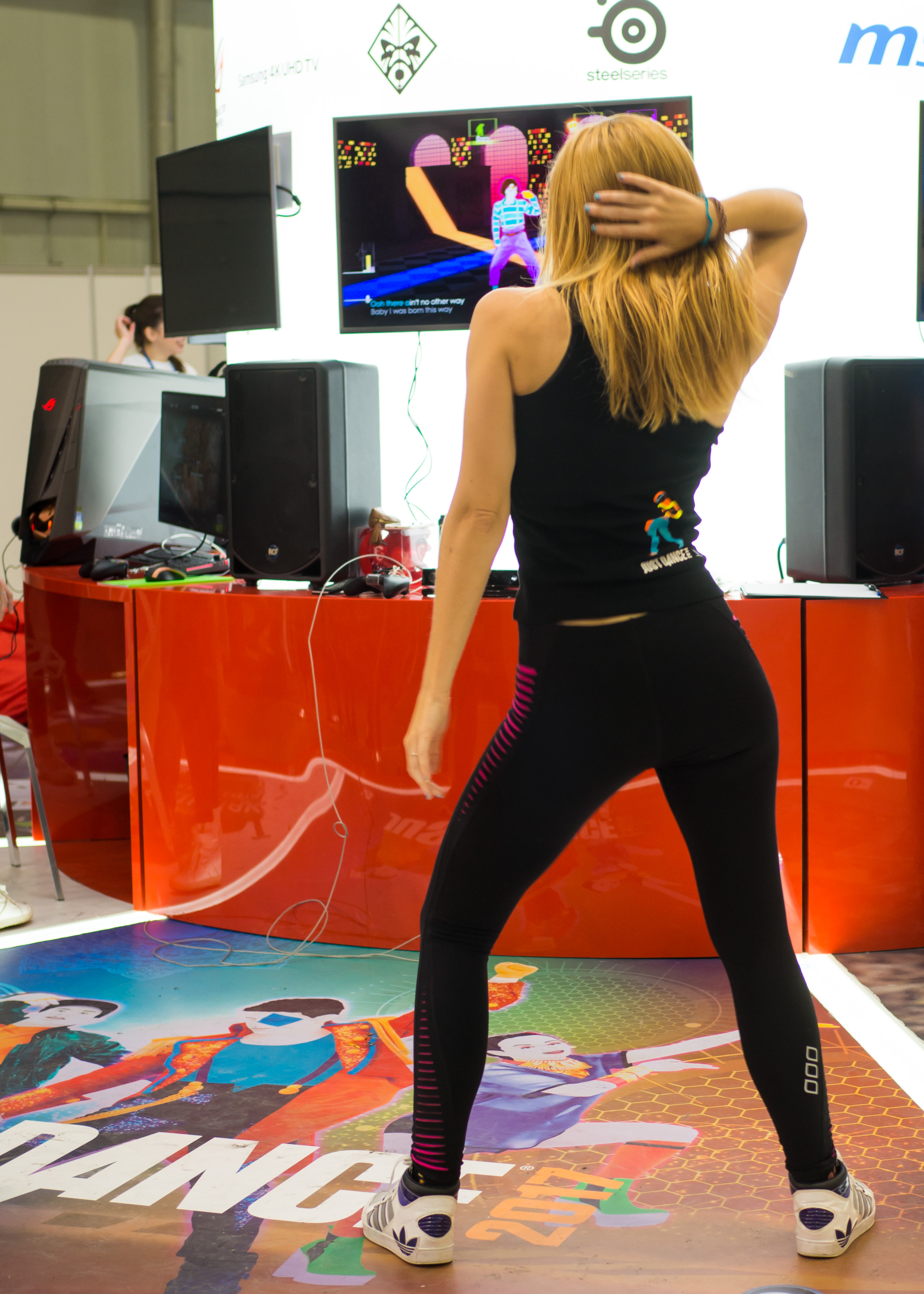
Promoção do Just Dance 2017 no IgroMir 2016

Just DanceO primeiro jogo da série Just Dance foi lançado em 17 de novembro de 2009, com músicas de MC Hammer, Elvis Presley, Iggy Pop, The Beach Boys, Baha Men, Spice Girls, Gorillaz e outros.
Just Dance 2Just Dance 2 foi lançado em 12 de outubro de 2010. Esta parcela apresenta 48 faixas, incluindo faixas DLC, e foi a primeira e única parcela até agora a suportar sessões de 8 jogadores. Ele também suporta Conteúdo para download. Possui mais de 40 faixas de Kesha, Outkast, The Pussycat Dolls, Wham!, Avril Lavigne, Mika, Rihanna, e outros.
Just Dance 3Lançado em 7 de outubro de 2011. Esta parcela foi anunciada na conferência Ubisoft E3 em 6 de junho de 2011, a primeira parcela a ser lançada em Xbox 360 (com suporte Kinect) e PlayStation 3 (com suporte para PlayStation Move). Inclui mais de 40 faixas de Jessie J, Katy Perry, Gwen Stefani, A-ha, Robin Sparkles, Lenny Kravitz, The Black Eyed Peas, e outros.
Just Dance 4Lançado em 9 de outubro de 2012. Esta parcela foi anunciada na conferência Ubisoft na E3 em 4 de junho de 2012 e foi a primeira parcela a ser lançada no Wii U.  Inclui mais de 50 faixas de Carly Rae Jepsen, Pink, The B-52's, Rihanna, Flo Rida e outros.
Just Dance 2014Lançado em 8 de outubro de 2013. O trailer do jogo foi revelado na conferência Ubisoft na E3 em 10 de junho de 2013. Foi o primeiro jogo Just Dance a ser lançado em Xbox One e PlayStation 4. Inclui mais de 40 faixas de Lady Gaga, Nicki Minaj, PSY, One Direction, Chris Brown, Ariana Grande, ABBA , George Michael, Ricky Martin e outros.
Just Dance 2015Lançado em 21 de outubro de 2014. O trailer do jogo foi revelado na conferência Ubisoft da E3 em 9 de junho de 2014. Inclui mais de 40 faixas de Pharrell Williams, John Newman, Katy Perry, Iggy Azalea, Ariana Grande, Maroon 5 e outros.
Just Dance 2016Lançado em 20 de outubro de 2015. O jogo foi anunciado na conferência Ubisoft na E3 em 15 de junho de 2015. Inclui mais de 40 faixas de Calvin Harris, David Guetta, Meghan Trainor, Britney Spears, Mark Ronson, Shakira, Kelly Clarkson, Demi Lovato, e outros.
Just Dance 2017Lançado em 25 de outubro de 2016. O jogo foi anunciado na conferência Ubisoft na E3 em 13 de junho de 2016. Inclui mais de 40 faixas de Anitta, Sia, Justin Bieber, The Weeknd, Major Lazer, OneRepublic, Fifth Harmony, Queen, Beyoncé, DNCE, e outros. Este foi o primeiro e único título da série a ser lançado em Microsoft Windows e macOS via Steam e foi o primeiro jogo da série a ser lançado no Nintendo Switch. Foi também o primeiro jogo da série a não apresentar uma música de Katy Perry.
Just Dance 2018Lançado em 24 de outubro de 2017. O jogo foi anunciado na conferência da Ubisoft na E3 em 12 de junho de 2017. Inclui faixas de Bebe Rexha, Bruno Mars, Ariana Grande, Big Freedia, Shakira, Clean Bandit, Dua Lipa, TomSka, Luis Fonsi, Selena Gomez, e outros. Foi o último jogo da série a ser lançado no PlayStation 3.
Just Dance 2019Lançado em 23 de outubro de 2018. O trailer do jogo foi revelado na conferência da Ubisoft na E3 em 11 de junho de 2018. Inclui faixas de Bruno Mars, Big Bang, Blackpink, Sean Paul, J Balvin, Camila Cabello, Daddy Yankee, e outros. Foi o último jogo da série a ser lançado no Wii U e o último jogo geral a ser lançado para o Xbox 360 em todo o mundo.
Just Dance 2020Lançado em 5 de novembro de 2019. O jogo foi anunciado na conferência da Ubisoft na E3 em 10 de junho de 2019. Inclui faixas de Ariana Grande, Billie Eilish, Ed Sheeran, 2NE1, Panic! at the Disco, Khalid e outros. Foi o primeiro jogo da série a ser lançado no Stadia e o último jogo a ser lançado fisicamente no Wii na América do Norte.
Just Dance 2021Lançado em 12 de novembro de 2020. Foi revelado em 26 de agosto de 2020 durante o Nintendo Direct Mini: Partner Showcase apresentação na web. Inclui faixas de Dua Lipa, Twice, Lady Gaga, Ariana Grande, Eminem, NCT 127, Blackpink, Selena Gomez e outros. Foi o primeiro jogo da série a ser lançado no Xbox Series X/S e PlayStation 5.
Just Dance 2022Lançado em 4 de novembro de 2021. Foi revelado em 12 de junho de 2021 durante a apresentação na web do Ubisoft Forward E3 2021. Inclui faixas de Anitta, Todrick Hall, Anuel AA, Imagine Dragons, Ciara, Meghan Trainor, Camila Cabello, Olivia Rodrigo, Bella Poarch, Pabllo Vittar e outros. Foi o último jogo da série a ser lançado no PlayStation 4, Xbox One e Stadia..
Just Dance 2023 EditionLançado em 22 de novembro de 2022. Foi revelado em 10 de setembro de 2022 durante a apresentação na web do Ubisoft Forward em setembro de 2022. Inclui faixas de Justin Timberlake, Bruno Mars, Dua Lipa, Ava Max, BTS, Taylor Swift e outros. É a parcela anual final da série, com todo o conteúdo futuro sendo adicionado ao jogo por meio de atualizações online, portanto, mudando para pacotes de músicas anuais.
Just Dance 2024 EditionLançado em 24 de outubro de 2023. Foi revelado em 12 de junho de 2023 durante a apresentação do Ubisoft Forward em junho de 2023. Inclui faixas de Sub Urban, Rosalía, Miley Cyrus, SZA, Blackpink, Aurora e outros. Sendo também o 2º pacote de músicas do jogo.

### Exclusivos do Japão
Just Dance WiiUma versão japonesa de Just Dance publicado e editado pela Nintendo mas desenvolvido pela Ubisoft Paris. Foi lançado em 13 de outubro de 2011, apenas para Wii. Possui 16 músicas J-pop de Exile, Kara, Kumi Koda, e AKB48, bem como 11 canções de Just Dance e Just Dance 2 e apenas uma música baseada no Super Mario Bros. jogo que pode ser desbloqueado tocando todas as outras músicas. De acordo com Media Create, em 11 de março de 2012, o jogo vendeu 560.301 cópias no Japão.
Just Dance Wii 2O segundo jogo Just Dance japonês publicado e editado pela Nintendo, mas desenvolvido pela Ubisoft Paris. Foi lançado em 26 de julho de 2012, apenas para Wii. Inclui 20 músicas J-pop de Exile, Kara, Speed, Da Pump, T-ara, DJ Ozma, 2PM, Happiness, e MAX, bem como 15 músicas de Just Dance 2 e Just Dance 3.
Just Dance Wii UO terceiro jogo Just Dance japonês publicado e editado pela Nintendo, mas desenvolvido pela Ubisoft Paris. Foi revelado em Nintendo Direct em 14 de fevereiro de 2014 e lançado em 3 de abril de 2014, apenas para o Wii U.. Inclui 20 músicas J-pop de SKE48, AKB48, BIGBANG, Kyary Pamyu Pamyu, e Momoiro Clover Z, bem como 15 músicas de Just Dance 4 e Just Dance 2014.
Yo-kai Watch Dance: Just Dance Special VersionO quarto jogo Just Dance japonês desenvolvido pela Ubisoft e co-desenvolvido e publicado pela Level-5, apresentando músicas e personagens do videogame e franquia de anime Yo-kai Watch. Foi lançado em 5 de dezembro de 2015, apenas para o Wii U.

### Série: Just Dance Kids
Just Dance KidsLançado em 9 de novembro de 2010 para o Wii, foi criado com ênfase em canções populares entre as crianças.  Possui 42 faixas de várias canções infantis, canções de séries de TV, incluindo Yo Gabba Gabba! e The Wiggles e sucessos pop atuais de vários artistas, incluindo Justin Bieber, Selena Gomez & The Scene e Demi Lovato. O jogo foi lançado na Austrália e na Europa sob o nome de Dance Juniors em fevereiro de 2011.
Just Dance Kids 2A segunda parte da programação infantil, lançada em 25 de outubro de 2011 para PlayStation 3, Wii e Xbox 360. Possui 40 faixas de várias canções infantis, canções de filmes, incluindo Shrek 2, Gnomeu e Julieta, Meu Malvado Favorito e O Rei Leão da Disney e Enrolados, músicas de séries de TV, incluindo Yo Gabba Gabba! e The Wiggles, e sucessos pop atuais de vários artistas, incluindo Selena Gomez & The Scene, Ashley Tisdale, e Bruno Mars. O jogo foi lançado na Austrália e na Europa como Just Dance Kids em novembro de 2011 por causa da primeira parcela chamada Dance Juniors lá.
Just Dance Kids 2014A terceira parcela da programação temática infantil, lançada em 22 de outubro de 2013 para Wii, Wii U e Xbox 360. Possui mais de 30 faixas que incluem as versões originais de canções de artistas como Demi Lovato, One Direction, e Bridgit Mendler e músicas de séries de TV e filmes, incluindo Victorious, Fraggle Rock, Yo Gabba Gabba! e The Wiggles.

### Serie: Disney Party
Just Dance: Disney PartyJust Dance: Disney Party é o primeiro capítulo da série Disney Party, um spin-off da série Just Dance Kids, publicado para Wii e Xbox 360. Foi lançado em 23 de outubro de 2012 na América do Norte e 25 de outubro de 2012 na Austrália. e 26 de outubro de 2012 na Europa. Inclui músicas de filmes da Disney e faixas pop atuais do Disney Channel.
Just Dance: Disney Party 2Lançado em 20 de outubro de 2015 para Wii, Wii U, Xbox 360 e Xbox One; Just Dance: Disney Party 2 apresenta uma variedade de canções de sucesso, com mais de 20 faixas de Disney Channel séries de TV e filmes originais, como Descendantes, Teen Beach Movie, Austin and Ally, Girl Meets World, K.C. Disfarçado e Liv e Maddie.

### Serie: The Experience
Michael Jackson: The ExperienceOutro spin-off da série Just Dance, com 26 músicas e coreografia de dança completa por Michael Jackson. Foi lançado em novembro de 2010 para Wii, PlayStation 3 e Mac OS X.
The Black Eyed Peas ExperienceMais um spin-off da série Just Dance, o jogo traz mais de 20 faixas de The Black Eyed Peas e foi lançado em novembro de 2011 para Xbox 360 e Wii. Observe que a versão do Xbox 360 tem uma jogabilidade completamente diferente da versão do Wii.
The Hip Hop Dance ExperienceO terceiro jogo Experience da Ubisoft. Inclui faixas de sucesso de artistas como Flo Rida, B.o.B, Rihanna e muito mais. Foi lançado em 2012 para Wii e Xbox 360.

### Outros derivados
Dance on BroadwayUm spin-off lançado em 2010 para o Wii e 2011 para o PlayStation 3, apresentando uma seleção de 20 músicas de musicais da Broadway. Algumas músicas incluídas são: "I Just Can't Wait to Be King" de The Lion King, "Bend and Snap" de Legally Blonde, "Fame" de Fame e "Time Warp" de The Rocky Horror Pictures
The Smurfs Dance PartyUm spin-off da série Just Dance Kids, com 25 músicas. O jogo permite que os jogadores dancem ao lado de Papa Smurf, Clumsy Smurf, Brainy Smurf, Grouchy Smurf, Gutsy Smurf, Smurfette e Gargamel. Foi lançado para Wii em 19 de julho de 2011 na América do Norte, 29 de julho de 2011 na Europa e 8 de setembro de 2011 na Austrália.
ABBA: You Can DanceOutro spin-off da série Just Dance, com 26 músicas do ABBA. Foi lançado para o Wii em 15 de novembro de 2011 na América do Norte, 24 de novembro de 2011 na Austrália e 25 de novembro de 2011 na Europa.

### Serie: Best Of/Greatest Hits
Just Dance: Greatest HitsJust Dance: Greatest Hits (também conhecido como Just Dance: Best Of para PAL Wii) inclui as músicas favoritas da Ubisoft de títulos anteriores: Just Dance, Just Dance 2 e Just Dance: Summer Party, apenas um exclusivo PS3/Wii DLC de Just Dance 3: "Baby Don't Stop Now" de Anja, e as duas músicas exclusivas NTSC Target/Zellers/Xbox 360 PAL de Just Dance 3: "Airplanes" de B.o.B e Hayley Williams, e "Only Girl (In the World)" de Rihanna.

### Especiais
Just Dance: Summer PartyJust Dance Summer Party (também conhecido na Austrália e na Europa como Just Dance 2: Extra Songs) inclui a maior parte do conteúdo para download de Just Dance 2 e duas das músicas exclusivas Best Buy desse jogo: "Jai  Ho! (You Are My Destiny)" por A.R.  Rahman e The Pussycat Dolls feat. Nicole Scherzinger e "Funkytown" de Lipps Inc. coberto por Sweat Invaders no jogo. Todas as músicas que faltavam no jogo foram planejadas para serem apresentadas em algum momento, mas foram descartadas durante o desenvolvimento. Essas músicas descartadas incluem: "Crazy Christmas" de Santa Clones, "Spice Up Your Life" de Spice Girls e mais 3.

### Just Dance: Movel, Just Dance Unlimited e JD+

Logo do Just Dance Unlimited, usada entre o Just Dance 2016 e Just Dance 2018.

Just Dance NowJust Dance Now é um aplicativo que permite aos jogadores jogar Just Dance em qualquer lugar depois de sincronizar um dispositivo com o site na tela de uma televisão ou computador.  Não requer um console para ser jogado e o dispositivo usado para sincronizar o jogo será usado como um controlador de maneira semelhante ao Wii Remote.
Just Dance ControllerO Just Dance Controller é um aplicativo que permite aos jogadores jogar Just Dance em qualquer lugar depois de sincronizar um dispositivo com um jogo em um console ou computador.  O dispositivo usado para sincronizar um jogo será usado como um controlador de forma semelhante ao Wii Remote. Originalmente conhecido como Just Dance 2015 Motion Controller para as versões PS4 e Xbox One de Just Dance 2015, mais tarde foi renomeado para Just Dance Controller em 27 de julho de 2015. O suporte para o aplicativo foi adicionado à versão Wii U de Just Dance 2016 e, posteriormente, as versões Steam e Nintendo Switch de Just Dance 2017 (a versão Steam requer um dispositivo inteligente para jogar).  Até Just Dance 2018, havia a opção de cabine de fotos, que permite ao jogador tirar uma foto sua.  A compatibilidade com dispositivos inteligentes foi removida das versões Wii U e Nintendo Switch de Just Dance 2019 em outubro de 2018 e, posteriormente, Just Dance 2015 em novembro de 2018. Posteriormente, foi adicionado de volta à versão Nintendo Switch de Just Dance 2020. Em seguida, foi adicionado ao  a versão Stadia de Just Dance 2020 e as versões de console de nona geração de Just Dance 2021, todas exigindo um dispositivo inteligente para jogar.
Just Dance UnlimitedJust Dance Unlimited é um serviço baseado em assinatura em Just Dance 2016, Just Dance 2017, Just Dance 2018, Just Dance 2019, Just Dance 2020, Just Dance 2021, e Just Dance 2022, que substituiu o conteúdo para download. A partir de Just Dance 2022, Just Dance Unlimited apresenta mais de 700 sucessos de Just Dance, com novas músicas exclusivas, incluindo "Cheerleader (Felix Jaehn Remix)" do OMI, "Better When I'm Dancin" da Meghan Trainor, "Shut Up and Dance" do Walk the Moon, positions da Ariana Grande e muitos mais. Desde então "No Lie" foi lançado como uma faixa exclusiva para Just Dance Unlimited, as músicas recém-adicionadas no serviço só estariam disponíveis no jogo mais novo da série.
Just Dance+Just Dance+ é um serviço de assinatura de Just Dance lançado junto com Just Dance 2023 Edition, Just Dance 2024 Edition e Just Dance 2025 Edition, Ele serve como um substituto para Just Dance Unlimited e apresenta músicas de jogos Just Dance anteriores, juntamente com novas músicas exclusivas.

## Recepção

### Reviews
Todas as análises do jogo são de Metacritic.

#### Série Principal
Just Dance: 49/100
Just Dance 2: 74/100
Just Dance 3: 70/100 (Xbox 360), 74/100 (Wii), e 75/100 (PS3)
Just Dance 4: 66/100 (Wii U), 74/100 (Wii), e 77/100 (Xbox 360 e PS3)
Just Dance 2014: 71/100 (Xbox One), 72/100 (Wii U), 75/100 (PS4), 77/100 (PS3), e 79/100 (Xbox 360)
Just Dance 2015: 70/100 (Xbox One), 72/100 (PS4), e 75/100 (Wii U)
Just Dance 2016: 66/100 (Xbox One), and 73/100 (PS4 and Wii U)
Just Dance 2017: 72/100 (Nintendo Switch), e 73/100 (Xbox One and PS4)
Just Dance 2018: 71/100 (Nintendo Switch), e 75/100 (PS4)
Just Dance 2019: 72/100 (Nintendo Switch), e 77/100 (Xbox One and PS4)
Just Dance 2020: 74/100 (Nintendo Switch), e 77/100 (PS4)
Just Dance 2021: 70/100 (Nintendo Switch)
Just Dance 2022: 71/100 (Nintendo Switch), e 83/100 (Xbox Series X/S)
Just Dance 2023 Edition: 70/100 (PlayStation 5), 76/100 (Nintendo Switch), e 80/100 (Xbox Series X/S)

#### Spin-offs
Dance on Broadway: 48/100 (Wii)
Michael Jackson: The Experience: 56/100 (Wii), and 66/100 (PS3)
ABBA: You Can Dance: 66/100

## Filme
Em 14 de janeiro de 2019, Deadline informou que Screen Gems adquiriu os direitos do filme Just Dance com Jason Altman e Margaret Boykin da Ubisoft Film & Television definido para produzir ao lado de Jodi Hildebrand e  Will Gluck da Olive Bridge Entertainment.

## Ligações Externas
- Just Dance no Site da Ubisoft